# Popiah

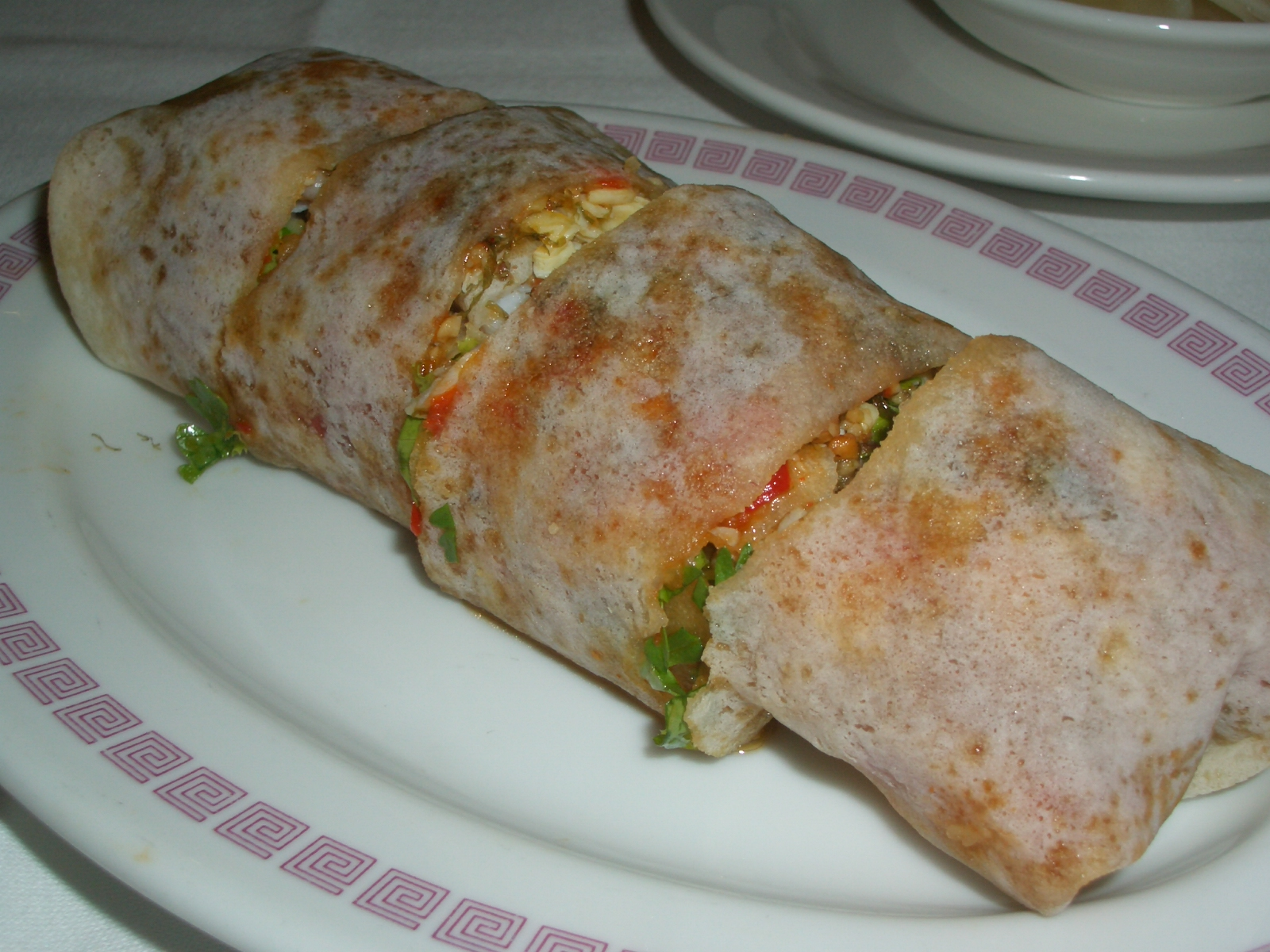
Un exemple de popiah.

Un popiah est un rouleau de printemps commun à Taïwan, Singapour, en Malaisie, en Thaïlande, au Myanmar (où il est appelé kawpyan) et au Vietnam (en utilisant les galettes de riz).
En thaïlandais, on dit popiah sot, équivalent de « frais » pour le rouleau non cuit (rouleau de printemps), et popiah souk, qui veut dire « cuit » (correspondant au nem rán).

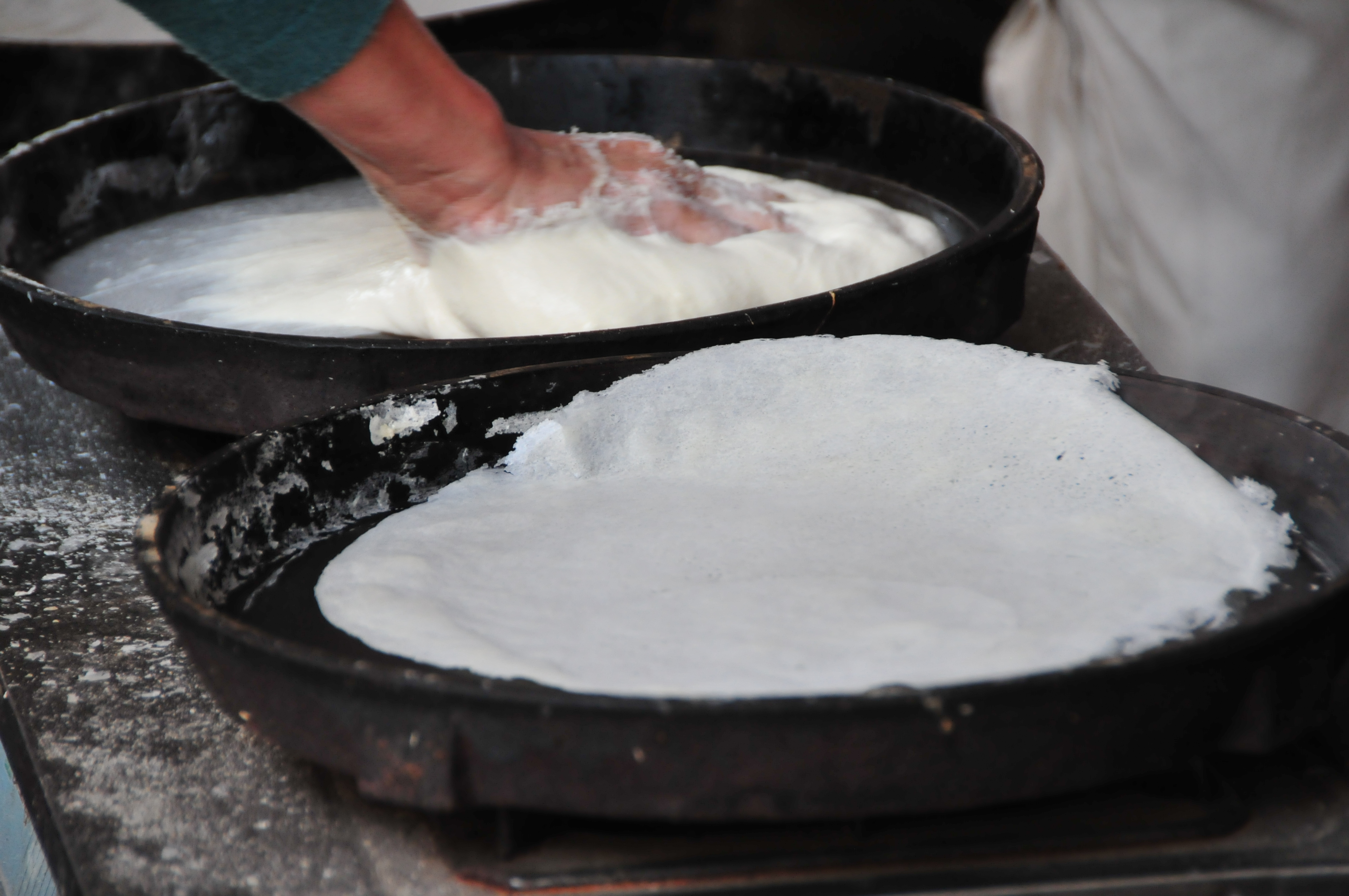
Préparation des crêpes de blé.
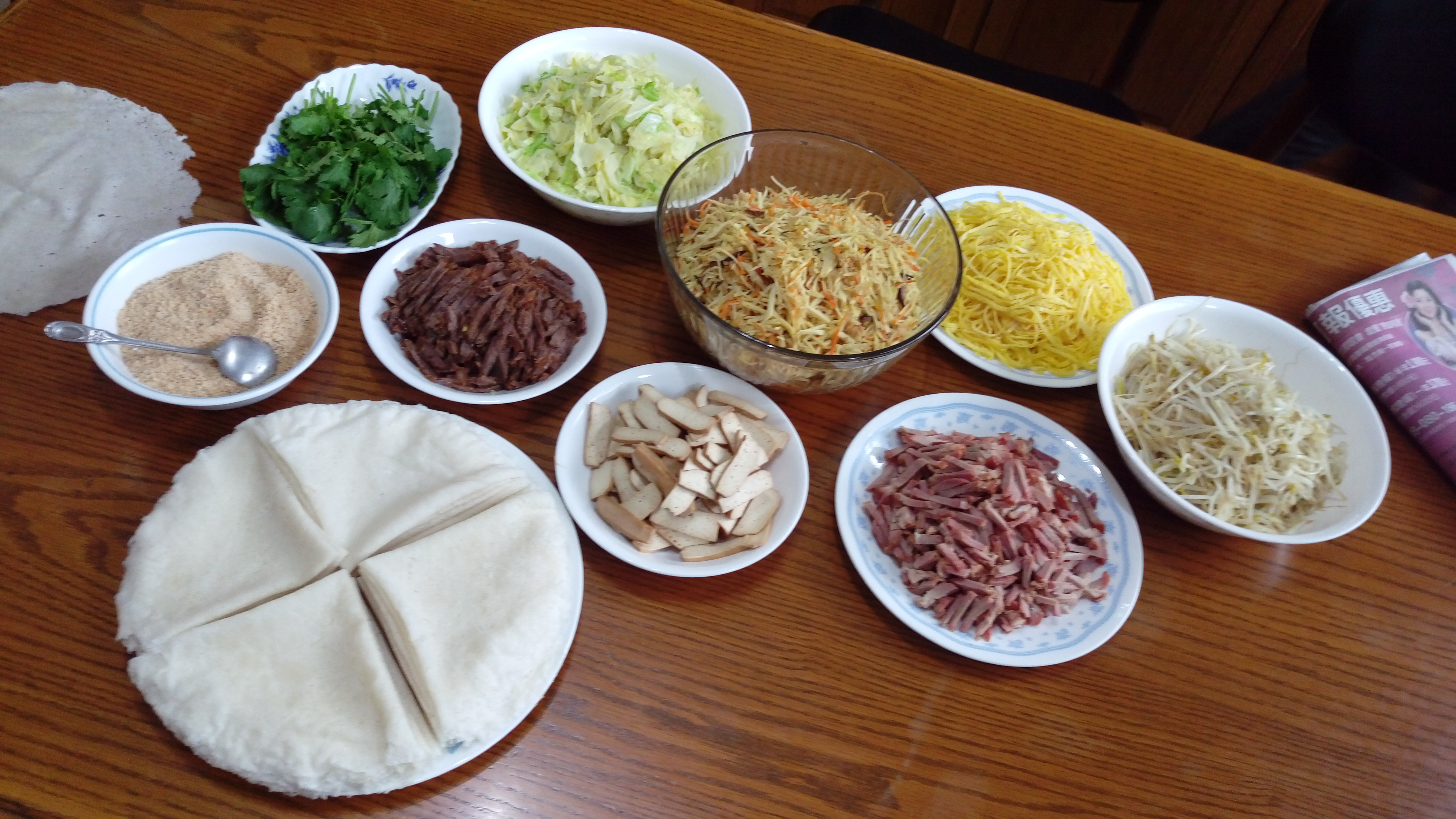
Ingrédients d'un popiah.
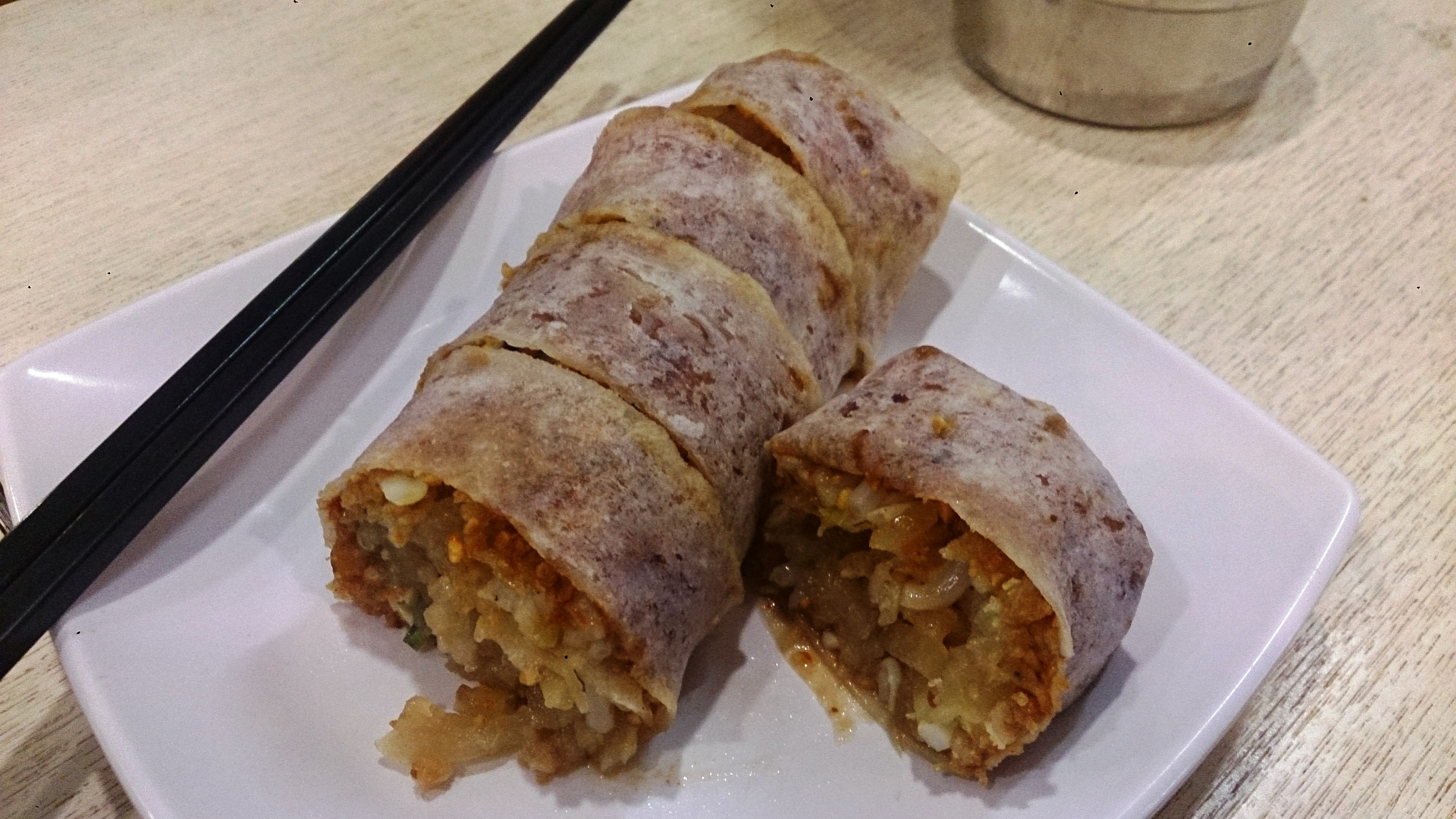
Popiah découpé.